# Krakonos Geheimnis
Krakonos Geheimnis ist ein tschechisch-slowakisch-deutscher Märchenfilm aus dem Jahr 2022. Er beruht auf Motiven um die Sagengestalt Rübezahl aus dem Riesengebirge. Die deutsche Fernseh-Erstausstrahlung erfolgte am 9. Juli 2023 auf KiKa.

## Handlung
Der neue Schlossherr Stepán betrachtet seinen Besitz vor allem als ganz persönlichen Reichtum. Darin ist er sich mit seiner Verlobten Blanka einig. In Blanka verliebt ist auch Stepáns Bruder Adam.
Dieser unterstützt Stepán deshalb bei den Bestrebungen, den neu erhaltenen Reichtum immer weiter zu vergrößern und dafür – in einer tief im Wald gelegenen Höhle – einen sagenhaften Schatz zu finden. Diese Höhle wird von Krakonos bewacht, einem legendenumwobenen Waldbewohner, dessen Existenz von dem Ethnographen Jiráček angezweifelt wird. Als Stepán und Adam den Schatz tatsächlich finden und sich die Taschen damit füllen, enthalten sie Krakonos einen vorher fest vereinbarten Teil des Schatzes vor, indem sie ihn belügen und so zu betrügen versuchen. Krakonos durchschaut das und verwandelt Stepán in einen Raben, Adam verirrt sich in der Höhle.
Liduška, eine arme junge Frau aus dem Dorf, ist im Schloss als Gärtnerin angestellt worden und hat deshalb die Vorgänge alle beobachtet. Sie ist in Sorge, als neben Stepán auch Adam nicht zurückkehrt, und sucht deshalb Krakonos auf, an dessen Existenz sie nie Zweifel hegte. Krakonos drängt sie, bei ihm in seinem Waldhaus zu bleiben und für ihn zu arbeiten. Als er verspricht, Adam bei seiner Rückkehr zu helfen, willigt Liduška ein. Wenn sie
Heimweh hat, lässt Krakonos sie durch sein Fernrohr ihre Verwandten sehen.
Als Adam wieder im Schloss eintrifft und von der Verwandlung seines Bruders erzählt, macht Blanka ihm klar, dass er damit
neuer Besitzer des Schlosses ist. Im Gespräch darüber verdichten sich die Hinweise darauf, dass Krakonos vor mehreren hundert Jahren ein Mensch und außerdem Besitzer des Schlosses war; es steht zu befürchten, dass ein Vorfahr von Stepán und Adam es sich durch einen Mordversuch angeeignet hat. Nun hält Adam nichts mehr. Als er sich nach dem Verbleib von Liduška erkundigt hatte, erfuhr er, dass sie sich bei Krakonos aufhält. Zu diesem macht nun auch Adam sich auf, begleitet von Jiráček, der die längst nicht mehr bestrittene Existenz von Krakonos weiter erforschen und dokumentieren will. Als die beiden das Haus von Krakonos erreichen, erbittet Liduška, ihnen nichts anzutun. Adam gesteht seine Lüge bei der Schatzsuche ein und übergibt einen Brief, mit welchem er das Schloss zurück an Krakonos überschreibt. Der Stoß, den Krakonos ihm vorher versetzt hatte, lässt Adam bewusstlos zusammenbrechen. Als er nach etlichen Stunden Schlaf erwacht, ist Liduška verschwunden. Adam will sofort aufbrechen, um sie zu suchen, Jiráček dagegen will bleiben, um mit Krakonos zu fachsimpeln und seine Forschungen zu ergänzen.
Auf der Suche nach Liduška erfährt Adam von deren Mutter und Bruder, dass sie wieder auf dem Schloss ist. Dorthin zieht
es Adam nicht mehr, nur die Aussicht auf ein Wiedersehen mit Liduška lässt ihn seine Abneigung überwinden. Auf dem Schloss angekommen, erfährt Adam, dass Krakonos es einem neuen Besitzer überschrieben hat. Als er zu diesem geführt wird, erkennt er Liduška als neue Schlossherrin, die ihn nach wie vor liebt und an ihrer Seite haben will.
Krakonos erhält von Liduška eine Einladung zu ihrer Hochzeit. Durch sein Fernrohr beobachtet er jedoch Blanka, die sich nun selbst auf die Suche nach dem sagenhaften Schatz gemacht hat; Krakonos schlägt sich deshalb den Besuch der Hochzeit aus dem Kopf und widmet sich von Neuem der nicht enden wollenden Aufgabe, sich der Habgier entgegenzustellen.

## Auszeichnungen
Krakonos Geheimnis war der vom Publikum gekürte Siegerfilm beim dritten Internationalen Märchenfilmfestival fabulix in Annaberg-Buchholz.